# Allestimento e segnaletica della metropolitana di Milano
L'allestimento e la segnaletica della metropolitana di Milano sono il risultato di un'opera di comunicazione visiva realizzata da Bob Noorda e Franco Albini per conferire un'identità precisa ai locali della metropolitana di Milano e finalizzata alla massima intuizione da parte degli utilizzatori del servizio metropolitano milanese, della quale rappresenta uno dei più famosi elementi distintivi. Si tratta di una serie di elementi grafici e di allestimento volti sia a dare un'immagine coordinata della metropolitana milanese, sia a rispondere in modo immediato e intuitivo alle veloci richieste d'informazione da parte degli utilizzatori della stessa, siano essi abituali od occasionali.
Si tratta di un esempio di opera artistica ancora oggi imitata negli anni per analoghe realizzazioni in tutto il mondo. Il progetto valse a Noorda e Albini (oltre che all'azienda committente) il prestigioso premio Compasso d'oro nel 1964. Gli studi e i bozzetti sono stati esposti in vari musei di tutto il mondo: degna di nota è l'esposizione alla quinta edizione del Triennale Design Museum di Milano, dedicata alla grafica italiana.

## Origine del progetto
Nel 1963 Franco Albini (studio d'architettura Albini-Helg), che aveva già lavorato nell'ambito di un progetto relativo alla Fiera Campionaria di Milano, propose a Noorda di partecipare al progetto delle stazioni della linea M1 della metropolitana milanese. Esso rappresenta tutt'oggi un pionieristico esempio di sistema unificato che integra elementi architettonici, grafici e d'arredo.
La coerenza fra architettura e comunicazione grafica non è data solo dalle idee di Albini e Noorda, ma anche dalla loro collaborazione fin dall'inizio del lavoro di finitura delle stazioni; è questo che, secondo Noorda, ha permesso di realizzare un lavoro innovativo sia da un punto di vista progettuale sia di collaborazione. L'operazione ha portato a un risultato divenuto famoso in tutto il mondo e usato come ispirazione per molte altre metropolitane europee, asiatiche e statunitensi. Il lavoro presso Milano ha inoltre dato a Noorda una visibilità internazionale, grazie alla quale il designer olandese è stato scelto anche per curare la segnaletica delle metropolitane di New York e San Paolo.

## Scelte di stile e di comunicazione

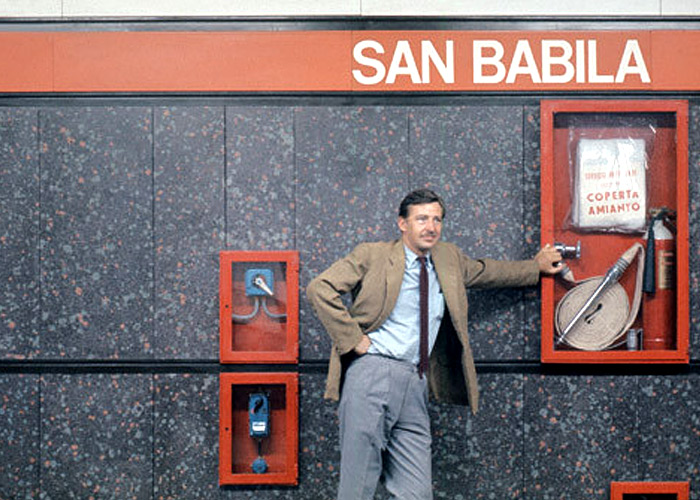
Bob Noorda in posa nella stazione di San Babila nel 1964

Fin dall'inizio la prima linea della metropolitana milanese venne contraddistinta dal colore rosso, utilizzato in modo prevalente e caratteristico sui convogli e nei diversi elementi di arredo (corrimani e cartellonistica). La precisione per i dettagli caratteristica di Franco Albini rappresentò il filo conduttore del progetto: in tal senso vanno inquadrati particolari come il disegno dei corrimano tubolari, l'utilizzo di gomma nera a bolli per le pavimentazioni e gli orologi con il quadrante fuori scala. Ai lavori di progettazione, oltre ad Albini e Noorda, parteciparono Franca Helg e Antonio Piva.
La segnaletica presentava la peculiare novità di riportare il nome della fermata scritto più volte in colore bianco lungo una fascia, anch'essa di colore rosso, ben visibile dai finestrini dei treni, consentendo la massima riconoscibilità al viaggiatore. In tale fascia erano inserite anche altre informazioni di servizio, mediante ulteriori scritte o pittogrammi.
Tali soluzioni, nate per il primo nucleo della metropolitana (linea M1), furono utilizzate anche per le stazioni della linea M2, inaugurata nel 1969 con la tratta da Caiazzo a Cascina Gobba; per tale linea fu scelto il verde come colore identificativo, pertanto l'opera venne ripetuta in modo pressoché identico, colorando in verde tutti gli elementi che nella prima versione erano rossi. Tutte le fermate delle metropolitane M1 e M2, anche quelle realizzate nei decenni successivi, hanno poi adottato la medesima segnaletica. Successivamente, pur con numerose variazioni e l'introduzione di nuovi elementi, i concetti di base della prima segnaletica sono stati ripresi (ovviamente cambiando i colori) anche sulle più recenti linee, la M3 (gialla) dal 1990, la M5 (lilla) dal 2013 e la M4 (blu) dal 2022, e anche in maniera molto simile nelle sei stazioni del passante ferroviario dal 1997.

### Il carattereNoorda
Il carattere tipografico utilizzato per i nomi delle linee e delle stazioni è il Noorda, una versione dell'Helvetica (Miedinger, 1957) ridisegnata da Bob Noorda, da cui prende il nome. Rispetto all'originale, il Noorda presenta le aste ribassate e le curve semplificate.